# 索尔斯克
索尔斯克是俄罗斯哈卡斯共和国的一个镇，距离共和国首府阿巴坎145公里，2002年时人口为13,313人。
索尔斯克始于1940年代，1966年建镇。